# Castelo Melhor
Castelo Melhor es una freguesia portuguesa del municipio de Vila Nova de Foz Côa, con 36,41 km² de superficie y 336 habitantes (2001). Su densidad de población es de 9,2 hab/km².

## Historia
El territorio que ocupa Castelo Melhor quedó encuadrado en el Reino de León tras la victoria de Fernando II de León en la batalla de Argañán de 1179, consolidada tras la victoria de Alfonso IX de León sobre las tropas portuguesas en 1199 en la batalla de Ervas Tenras.
A finales del siglo XIII, Castelo Melhor formó parte de las posesiones del infante Don Pedro, que era hijo del rey Alfonso X de Castilla y de la reina Violante de Aragón. El infante Pedro de Castilla también fue señor de Ledesma, Cabra, Alba de Tormes, Montemayor del Río, Salvatierra y Granadilla, y también poseía toda la ribera del Río Coa y las villas de Castelo Rodrigo, Sabugal y Alfayates, que actualmente se encuentran en territorio portugués.
Y a la muerte del infante Pedro, que falleció en Ledesma en octubre de 1283, la mayoría de sus señoríos, incluyendo el de Castelo Melhor, fueron heredados por su único hijo legítimo, Sancho de Castilla el de la Paz. Sin embargo, en 1297, con la firma del Tratado de Alcañices entre la Corona de Castilla y León y el Reino de Portugal, quedó establecido que las villas y fortalezas de Castelo Melhor, Castelo Rodrigo, Sabugal, Alfayates, Vilar Maior, Castelo Bom, Almeida, y Monforte da Beira  pertenecerían en lo sucesivo al reino de Portugal.
Todas las villas y fortalezas que en 1297 pasaron a manos del rey Dionisio I de Portugal estaban situadas en la comarca de Ribacoa, y antes de pertenecer a Sancho de Castilla el de la Paz habían pertenecido a su padre, el infante Pedro. Y el historiador Humberto Baquero Moreno señaló que un documento fechado en 1444 revela que las villas de Castelo Melhor, Sabugal, Alfayates, Vilar Maior, Castelo Bom y Almeida recibieron del rey Dionisio I de Portugal un privilegio por el que el monarca se comprometía a que todas ellas perteneciesen siempre a la Corona, y a que nunca fueran entregadas a ninguna persona. Y el mismo historiador señaló que ese privilegio se mantuvo hasta el reinado de Juan I de Portugal, ya que después de la muerte de éste algunos nobles portugueses comenzaron a cometer todo tipo de abusos y arbitrariedades en esos territorios.